# كيرن غوس (مغن مؤلف)
كيرن غوس (بالإنجليزية: Kieran Goss)‏ هو مغن مؤلف بريطاني، ولد في 1962 في Mayobridge ‏ في المملكة المتحدة.

## وصلات خارجية
- الموقع الرسمي
- كيرن غوس على موقع IMDb (الإنجليزية)
- كيرن غوس على موقع ميوزك برينز (الإنجليزية)
- كيرن غوس على موقع ديسكوغز (الإنجليزية)